# Robert Conrotte
Robert Conrotte (Musson, le 14 juin 1923 - Athus, le 22 septembre 1995) fut un homme politique belge, membre du Centre démocrate humaniste.
Il fut ouvrier aux minières de Musson; militant syndical permanent de la CSC Arlon (1948), puis responsable provincial CSC pour la métallurgie (1960). Il contribue à obtenir pour les sidérurgistes transfrontaliers le même statut que celui des mineurs; vice-président de la Société de diversification du bassin luxembourgeois, il participe à la reconversion de l’ancienne usine sidérurgique d'Athus.

## Carrière politique
- sénateur provincial du Luxembourg (1971-1987)
- membre du Conseil régional wallon provisoire (1974-1977)
- membre du Conseil régional wallon (1980-1981)
- conseiller communal d'Arlon (1983-1989)